# Prijevor (miasto Čačak)
Prijevor (cyr. Пријевор) – wieś w Serbii, w okręgu morawickim, w mieście Čačak. W 2011 roku liczyła 1603 mieszkańców.